# Haplorrhini
Haplorrhini (Haplorrhini) ili kako ih još nazivaju "suhonosci" su podred primata. S izuzetkom Tarsiiformesa, ova grupa je ranije bila nazivana pravim majmunima (nasuprot grupi nazivanoj polumajmunima), no to je zastarjela podjela, i više se ne koristi.
Haplorrhini (ili "suhonosci"), skupina u koju spada i čovjek, razlikuju se od Strepsirrhina (ili "mokronosaca") nizom obilježja. Tu spada i specifičnost građe nosne sluznice (rhinarium) koja kod ove grupe ima bitno manje žlijezda pa je nos suh. Posljedica je značajno slabije osjetilo njuha nego kod "mokronosaca". Osim toga, Haplorrhini imaju koštanu stijenku između očne duplje i slijepoočnice.
Smatra ih se manje primitivnim od Strepsirrhina, drugog podreda primata. Gornja usnica im nije direktno povezana s nosom niti s nepcem što im omogućuje veću izražajnost lica. Njihov mozak je značajno veći u odnosu na veličinu tijela nego kod "mokronosaca", a najvažnije osjetilo im je vid. Većina vrsta su dnevne životinje (iznimke su avetnjaci i noćni majmuni) i trikromati su. Ruke i noge su im prilagođene za više radnji.
Svi Simiiformes, dakle i širokonosci i uskonosci, imaju jedinstvenu maternicu, dok maternica avetnjaka ima dva "roga", kao što ju imaju Strepsirrhini. Većina vrsta ima samo jedan par dojki i jedno mladunče po porodu, iako su kod marmorzeta i tamarina dvojke i trojke vrlo česta pojava. Iako je vrijeme trudnoće suhonosaca slično onom kod mokronosaca, mladunci suhonosaca su duži od mladunaca mokronosaca, no duže vrijeme su ovisni o majci. Smatra se da je ova razlika u veličini mladunaca i dužini ovisnosti o majci rezultat veće kompleksnosti ponašanja vrsta.

## Rasprostranjenost
Haplorrhini žive u tropskim i suptropskim područjima Amerika, Afrike (ali ne i Madagaskara), Gibraltara kao i Južne i Jugoistočne Azije sve do Japana.

## Sistematika
Suhonosci su se odvojili od svoje sestrinske grupe mokronosaca prije oko 65 milijuna godina. Prva skupina suhonosaca je porodica avetnjaka, jedina je u infraredu Tarsiiformes. Ona se od ostalih odvojila prije oko 58 milijuna godina, što je iz perspektive evolucije kratko vrijeme. To bi mogao biti razlog, zbog čega su avetnjaci ranije bili svrstavani zajedno sa Strepsirrhinima.
Svi drugi iz ove skupine svrstavaju se u infrared Simiiformesa (ranije Antrophoidea), koji se zatim dijeli na dva pareda, Platyrrhini (Majmuni Novog svijeta) i Catarrhini (Majmuni Starog svijeta i Čovjekoliki majmuni). Majmuni Novog svijeta odvojili su se od Starog prije oko 40 milijuna godina, a prije oko 25 milijuna godina se skupina čovjekolikih majmuna odvojila od ostalih. No, noviji nalazi antropoidnih fosila sličnih Haplorrhinima (Bugtipithecus inexpectans, Phileosimias kamali i Phileosimias brahuiorum) u pakistanskim Bugti Hills) razlog su da neki znanstvenici dovode u pitanje ovo razmišljanje.
Ova skupina se dijeli na tri grupe:
- Tarsiiformes - žive u Jugoistočnoj Aziji.
- Majmuni Novog svijeta - Nastanjuju područje američkog kontinenta od juga Meksika pa do sjevernih dijelova Argentine
- Majmuni Starog svijeta - dijeli se na dvije natporodice: repati majmuni Starog svijeta, (Cercopithecoidea), sa samo jednom recentnom porodicom Cercopithecidae, i čovjekolike, Hominoidea, u koju spadaju giboni kao i čovjekoliki majmuni (uključujući i čovjeka).

- RED PRIMATI
  - Podred Strepsirrhini:
  - Podred Haplorrhini: avetnjaci, majmuni i veliki čovjekoliki majmuni
    - Infrared Tarsiiformes
      - Porodica Tarsiidae: avetnjaci

    - Infrared Simiiformes
      - Pared Platyrrhini: majmuni Novog svijeta 
        - Porodica Cebidae: marmozeti, tamarini, capucini i vjeveričji majmuni
        - Porodica Aotidae: noćni majmuni
        - Porodica Pitheciidae: titiji, sakiji i uakariji
        - Porodica Atelidae: urlikavci, hvataši i vunasti majmuni

      - Pared Catarrhini
        - Natporodica Cercopithecoidea: majmuni Starog svijeta
          - Porodica Cercopithecidae

        - Natporodica Hominoidea: čovjekoliki majmuni
          - Porodica Hylobatidae: mali čovjekoliki majmuni (giboni)
          - Porodica Hominidae: veliki čovjekoliko majmuni uključujući i čovjeka

Promatrano s gledišta povijesti razvoja ove grupe, Tarsiiformes, avetnjaci, tvore sestrinsku grupu i jedne i druge gore navedene grupe, a ponekad ih se još naziva i "pravim majmunima" (Anthropoidea).